# 譚思欣
譚思欣（1995年1月10日—） ，生於廣東省江門市，中國女子體操運動員。她亦是一名全能性選手，強項是平衡木。現為國家隊及上海體操隊成員。

## 簡介
譚思欣生於廣東省江門市，約二十一世紀初跟隨父母遷移至上海，於上海市體操中心訓練。
- 2006年加入上海隊。2008年全國青年體操錦標賽乙組全能冠軍。
- 2008年底加入國家體操隊，其教練為培養出不少冠軍的劉桂成、何花。
- 2009年，年僅十四歲的譚思欣在第十一屆全國運動會上獲得兩塊金牌，成為最曯目的新秀。

## 主要比賽成績
- 2008年 全國青年體操錦標賽女子乙組全能冠軍
- 2009年 全國體操錦標賽女子團體冠軍
- 2009年 第十一屆全國運動會女子團體、女子平衡木冠軍
- 2010年 第十一屆亞洲青年體操錦標賽女子高低杠、平衡木冠軍，女子團體、個人全能、自由體操亞軍
- 2010年 泛太平洋體操賽女子團體亞軍，女子青年組平衡木冠軍。
- 2010年 第一屆青年奧運會女子個人全能、高低杠亞軍，平衡木及自由體操冠軍。
- 2011年 全國體操錦標賽女子團體冠軍、個人全能冠軍
- 2011年 第四十三屆世界體操錦標賽女子團體銅牌

## 第一屆青年奧運會
譚思欣表現出色,獲得平衡木金牌,自由體操金牌 個人全能銀牌和高低杆銀牌

## 相關新聞
- 新秀谭思欣爆冷夺冠 中国队平衡木梯队建设完善（页面存档备份，存于）